# فرودگاه چیپاتا
فرودگاه چیپاتا (به انگلیسی: Chipata Airport) یک فرودگاه نیروی نظامی و غیرنظامی با کد یاتا CIP است که یک باند فرود آسفالت دارد و طول باند آن ۱۴۷۰ متر است. این فرودگاه در کشور زامبیا قرار دارد و در ارتفاع ۱۰۲۴ متری از سطح دریا واقع شده‌است.

## شرکت‌های هواپیمایی و مقصدهای پروازی
| شرکت‌های هواپیمایی | مقصدهای پروازی |
| ----------------- | -------------- |
| Proflight Zambia  | لوساکا         |